# Tuffy Leemans
Alphonse Emil Leemans, detto Tuffy (Superior, 12 novembre 1912 – Hillsboro Beach, 19 gennaio 1979), è stato un giocatore di football americano statunitense che ha giocato nel ruolo di running back per tutta la carriera con i New York Giants della National Football League (NFL). È stato inserito nella Pro Football Hall of Fame nel 1978.

## Carriera professionistica
Leemans fu scelto nel corso del secondo giro del Draft NFL 1936 dai Giants, diventando subito uno dei loro punti di forza. Nella sua stagione da rookie corse 830 yard e fu l'unico debuttante ad essere inserito nella formazione ideale della NFL.
Nell'ultima gara della stagione regolare del 1941, i Giants desiderarono onorare Leemans per i suoi contributi alla squadra. Il 7 dicembre celebrarono il "Tuffy Leemans Day". Quel giorno coincise con l'attacco di Pearl Harbor ma gli spettatori e i giocatori della gara ne furono informati solo a partita conclusa.
Nel corso della sua spettacolare carriera durarata otto anni, Leemans fu sempre inserito nella prima o seconda formazione ideale della stagione tra il 1936 e il 1942. Un giocatore versatile, Tuffy poteva giocare sia come fullback che come halfback, eccellendo anche in difesa. Durante la sua carriera i Giants furono costantemente tra le candidate alla vittoria del campionato, che si aggiudicarono nella stagione 1938.
Leemans concluse la sua carriera professionistica nel 1943 con 3 132 yard corse, 28 ricezioni per 422 yard e 2 318 yard passate. Segnò 17 touchdown su corsa, tre su ricezione e ne passò altri 25.

## Palmarès
- Campione NFL (1938)
- (2) NFL All-Star (1938, 1941)
- First-team All-Pro (1939)
- Formazione ideale della NFL degli anni 1930
- Numero 4 ritirato dai New York Giants
- Pro Football Hall of Fame (classe del 1978)

## Statistiche
| Yard corse             | 3 132 |
| Touchdown su corsa     | 17    |
| Touchdown su ricezione | 3     |
| Passaggi da touchdown  | 25    |